# Archäologisches Museum Fließ

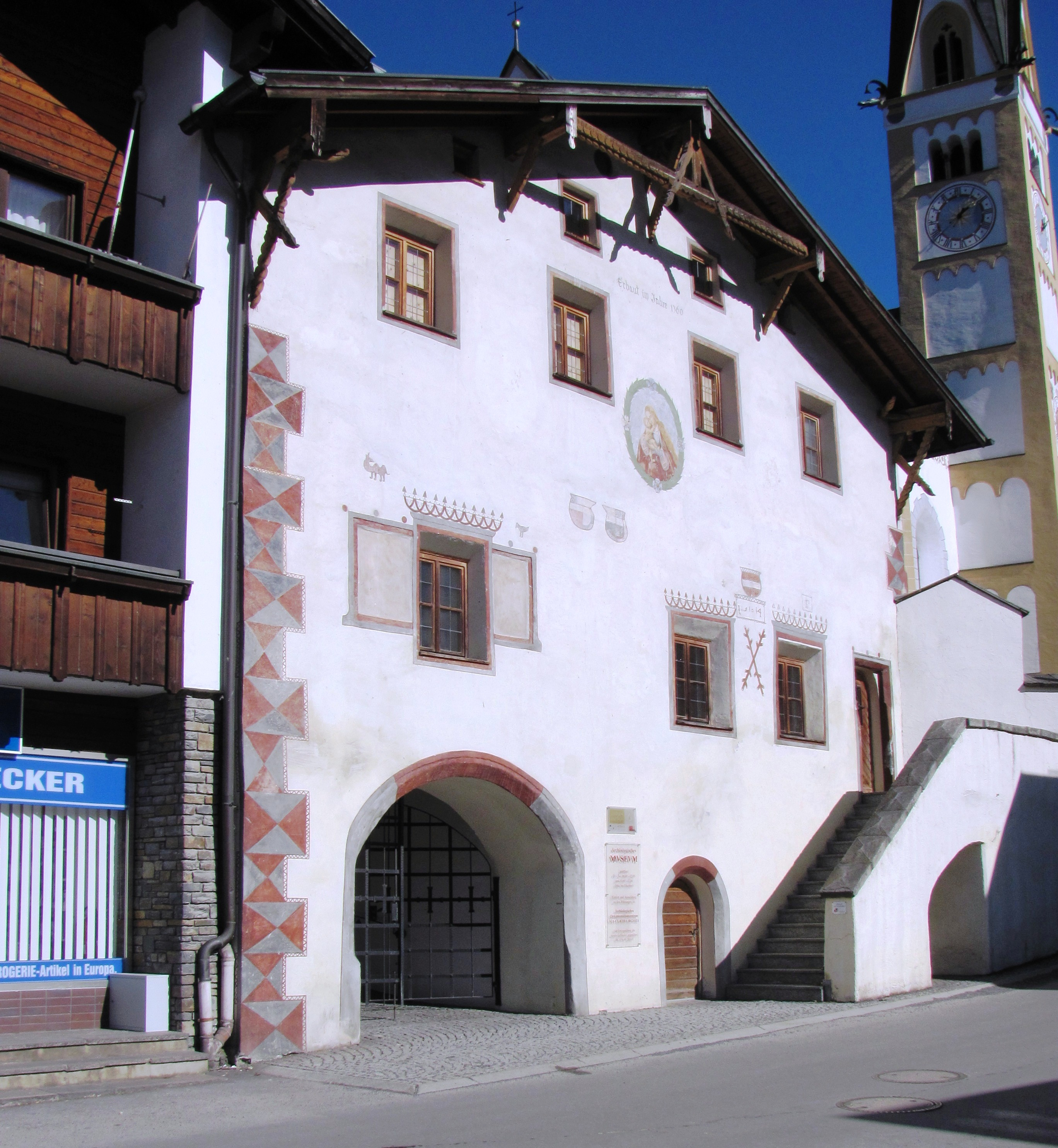
Ehemaliges Widum (2011)

Das Archäologische Museum Fließ ist ein Museum in der Gemeinde Fließ in Tirol. Der größte Teil des Museums befindet sich im ehemaligen Widum, das unter Denkmalschutz steht. Den kleineren Teil kann man bei Anmeldung und Ticketkauf im Erdgeschoß des neuen Ortszentrums der Gemeinde besichtigen.
Das Widum wurde 1360 urkundlich genannt und ist im First mit 1713 bezeichnet. Eine Freitreppe führt zum hochliegenden ehemaligen Wohngeschoß. Die Fassadenmalereien mit Freskenmedaillons aus dem Ende des 18. Jahrhunderts zeigen den hl. Josef, Mariahilf und den hl. Antonius.
Das Museum im Widum zeigt im Besonderen Funde vom prähistorischen Brandopferplatz am Gachen Blick sowie einen bronzezeitlichen Schatzfund vom Moosbruckschrofen. Das danebenstehende moderne Museumsgebäude stellt die Via Claudia Augusta dar. Weiters gibt es externe Führungen beim Brandopferplatz.